# Рождественский, Всеволод Александрович
Все́волод Алекса́ндрович Рожде́ственский (родился 29 марта [10 апреля] 1895 года, Царское Село, Царскосельский уезд, Санкт-Петербургская губерния, Российская империя — умер 31 августа 1977 года, Ленинград, РСФСР, СССР) — советский поэт и переводчик, журналист, военный корреспондент. В начале 1920-х годов входил в число «младших» акмеистов. 
Участник прорыва блокады Ленинграда в Великую Отечественную войну (1943).

## Биография
Родился 29 марта (10 апреля) 1895 года в Царском Селе (ныне Пушкин). Отец, Александр Васильевич Рождественский (1850—1913), протоиерей, преподавал с 1878 по 1907 годы Закон Божий в Царскосельской гимназии, где Всеволод начал учиться.
В 1907 году семья была вынуждена переехать в Санкт-Петербург по месту службы отца. Окончив 1-ю петербургскую классическую гимназию, в 1914 году будущий поэт поступил на историко-филологический факультет Петербургского университета, однако, учёбу прервала начавшаяся война. В 1915 году был призван в армию, зачислен в запасной электротехнический батальон рядовым на правах вольноопределяющегося. В январе 1917 года получил звание прапорщика инженерных войск. В августе 1919 года вступил добровольцем в учебно-опытный минный дивизион РККА, куда, по предположению Бориса Соколова, в начале 1921 г. придёт и его земляк Н. Тихонов. Демобилизовавшись в конце 1924 года, Рождественский вернулся в университет, который окончил в 1926 году; одновременно посещал Государственный институт истории искусств.
В 1920—1924 годах — секретарь Петроградского отделения Всероссийского союза поэтов. Летом 1927 г. гостил у Максимилиана Волошина в Коктебеле.
В небольшой «крымской» анкете в декабре 1939-го поэт писал:

С Крымом чувствую себя связанным органически (что, впрочем, явствует из моих стихов). Южному берегу предпочитаю малоизвестный широкой публике Восточный берег (Феодосия, Старый Крым, Коктебель, Отузы, Кизилташ, Судак)…
Я весь был зренье, слух. Я видел медь залива,
Оранжевых холмов неторопливый шаг…
Но таяла в песке сбегающая грива,
И дом был одинок, и тёмен Карадаг…
В конце 1920-х — начале 1930-х годов много путешествовал по стране, в составе литературных бригад посетил крупнейшие стройки 1-й пятилетки, что нашло отражение в его творчестве.
Участник Великой Отечественной войны. С первых дней — в народном ополчении. Работал корреспондентом в газетах «На защиту Ленинграда», «Ленинградская правда», «Ленинский путь». Участвовал в прорыве блокады Ленинграда.
Евгений Шварц записал в мемуарах:
Человек высокой культуры. А цвет лица серый. Владеет отлично языками. За всю жизнь не написал ни одного живого слова. Вид отчуждённый. Высота культуры приводит его в вечно уравновешенное состояние. Щёки словно бы отсыревшие и чуть обвисшие. Репутация нехорошая. Рассказывают… Впрочем, в эту тёмную область лучше не вносить света. Может быть, это говорят просто из неприязни, редко кто окружён таким дружным и стойким насмешливым, презрительным недружелюбием.

Могила Рождественского на Литераторских мостках в Санкт-Петербурге.

Всеволод Рождественский умер 31 августа 1977 года в Ленинграде. Похоронен на Литераторских мостках Волковского кладбища.

### Семья
- Мать — Анна Александровна Рождественская (урождённая Казанская, ум. 1942), домашний педагог, состояла в переписке со Л. Н. Толстым.
- Старшая сестра — Ольга Александровна Рождественская (Федотова) (1885—1978).
- Первая жена (с 1916 по 1919) — Инна Романовна Малкина (1896—1937), биолог; впоследствии жена Валерьяна Чудовского, расстреляна по одному делу с мужем.
- Вторая жена — Мария Константиновна Неслуховская (1891—1975), художник; впоследствии жена (с 1922) Николая Тихонова.
- Третья жена (с 1927) — Ирина Павловна Стуккей (1906—1979), с 1927 — слушательница Высших курсов искусствоведения Государственного института истории искусств (ГИИИ), в 1931 закончившая ЛИФЛИ, в 1930-х гг. — экскурсовод в Русском музее, Эрмитаже и др[8]. В блокаду вместе с некоторыми жёнами ленинградских писателей была в эвакуации в Гаврилов-Яме (Ярославская область РСФСР[9]).
  - Дочери — Наталья (1937—2012), искусствовед, близнецы — Милена и Татьяна (род. 1945), профессора филологического факультета СПбГУ.
- Тёща — Лидия Михайловна Стуккей (мать 3-й супруги), учительница начальных классов.

## Творчество
Печататься начал в Петербурге в гимназическом журнале «Ученик» (1910—1914), организатором и редактором которого был преподаватель латыни В. Янчевецкий — будущий известный писатель В. Ян. Первый сборник стихов «Гимназические годы» (1914) был издан без ведома автора на средства одноклассников. С 1915 года печатался в журналах «Рудин», «Арион», «Новый Гиперборей», «Ковш» и других.
В 1920 г. принят в третий «Цех поэтов», влиянием поэтики акмеизма отмечены его сборники «Лето» и «Золотое веретено» (оба 1921). В наибольшей степени разрабатывал «экзотическую» линию акмеизма, восходящую к Н. С. Гумилёву: его стихи начала 1920-х годов в изобилии населены путешественниками, пиратами, корсарами, санкюлотами и тому подобными персонажами. В то же время Рождественскому, по мнению критиков, хорошо удавалась и пейзажная лирика, воспевающая (совсем не в акмеистическом духе) мирные радости сельской жизни и безмятежной любви. Во второй половине 1920-х годов входил в творческое объединение ленинградских писателей «Содружество» (вместе с Н. Брауном, М. Комиссаровой, Б. Лавренёвым и другими).
Один из немногих младших акмеистов, продолжавший активно печататься в последующие годы: опубликовал около десятка стихотворных сборников (в основном в жанре интимной, городской и пейзажной лирики) и двухтомник избранного (1974). Его стихи, в целом сохранившие неплохую технику, демонстрируют постепенный переход от модернистской поэтики к традиционной, с небольшой долей «разрешённой» историко-географической романтики.
В 1918 году привлечён М. Горьким к работе в издательстве «Всемирная литература» (перевод западноевропейской литературы и редактирование). Продолжал занятия переводом до конца жизни, наиболее близкой себе считая французскую поэзию. Включал переводы в сборники своих стихов; в конце жизни подготовил книгу избранных переводов «Средоточие времён», вышедшую посмертно. Многие переводы не опубликованы по сей день.
Рождественский является также автором ряда оперных либретто (в частности, был одним из основных либреттистов оперы Юрия Шапорина «Декабристы»), песен и двух книг мемуаров — «Страницы жизни» (1962) и «Шкатулка памяти» (1972). Был членом редколлегии журналов «Звезда» и «Нева».

## Критика
Пережив акмеистский период, Рождественский стал поэтом-конформистом, однако не пропагандистом. Обращение к теме строительства социализма в период первых пятилеток и в послевоенные годы (главным образом, в Ленинграде) дополняется в его творчестве лирическими литературными портретами поэтов (А. С. Пушкин, А. А. Фет, Дж. Байрон, Д. Кедрин и другие) и композиторов (Шопен, Чайковский). Для стихов Рождественского характерно классическое построение, подчас они повествовательны (в том числе — на исторические темы); нередко они носят описательный характер — вплоть до чистой «природной лирики». Они легко читаются и не таят в себе никаких неожиданностей.

## Награды
- орден Трудового Красного Знамени
- орден Красной Звезды (16.8.1944)
- медаль «За боевые заслуги» (14.6.1942)

## Адреса в Санкт-Петербурге — Петрограде
- 29.3.1895 — 1907 — Царское Село, Малая улица, 66.
- 1949—1977 — дом Придворного конюшенного ведомства («писательская надстройка») — Набережная канала Грибоедова, 9.

### Собрания сочинений, избранное
- Избранные стихи. — Л.: Гослитиздат, 1936. — 167 с.
- Стихотворения: 1920—1955. — М.: Гослитиздат, 1956. — 367 с.
- Избранное. — М.-Л.: Худ. лит., 1965. — 447 с.
- [Стихи]. — Л.: Лениздат, 1967. — 40 с. — (В комплекте из 20 кн. «Стихи о Ленинграде»).
- Стихотворения. — Л.: Худ. лит., 1970. — 231 с. — (Б-ка советской поэзии).
  - Изд. 2-е, доп. — М.: Современник, 1974.
- Избранное. В 2-х тт. / [Вступит. статья А. Павловского]. — Л.: Худ. лит., 1974.
  - Т. 1. Стихотворения. — 333 с.
  - Т. 2. Проза. — 277 с.
- Стихотворения / Сост., подгот. текста и примеч. М. В. и Т. В. Рождественских; Вступ. ст. А. И. Павловского. — Л.: Сов. писатель, 1985. — 591 с. — (Б-ка поэта. Большая серия. 2-е изд.)
- Избранные произведения: В 2 т. / [Сост., подгот. текста, вступ. ст. Н. Банк]. — Л.: Худ. лит., 1988.
  - Т. 1. Стихотворения. — 366, [1] с.
  - Т. 2. Стихотворения; Жизнь слова: Беседы о поэтич. мастерстве. — 333, [1] с.

### Стихотворения
- Гимназические годы: Стихи юности / С предисл. Вяч. Флёрова. — СПб.: Т-во В. А. Флёрова, 1914. — 78 с.
- Лето. Деревенские ямбы: Стихи 1918 г. / [Марка и обл. работы А. Я. Головина]. — СПб.: [Картонный домик], 1921. — 26, [2] с.
- Золотое веретено: [Стихи]. — СПб.: [Petropolis], 1921. — 60, [2] с.
- Большая медведица: Книга лирики. 1922—1926. — Л.: Academia, 1926. — 93, [2] с.
- Гранитный сад: Книга лирики. 1925—1928. — Л.: Прибой, 1929. — 136, [7] с.
- Земное сердце: Книга лирики. 1929—1932. — Л.: изд-во писателей в Ленинграде, [1933]. — 113 с.
- Окно в сад: Книга лирики. — Л.: Гослитиздат, 1939. — 168 с.
- Голос родины: Стихотворения. — Л.: Гослитиздат, 1943. — 44 с.
- Ладога: Стихи. — Л.: Гослитиздат, 1945. — 84 с.
- Родные дороги: Стихи. 1941—1946. — [М.:] Сов. писатель, 1947. — 79 с.
- Иволга: Стихотворения. — Л.: Сов. писатель, 1958. — 95 с.
- Русские зори: Лирика разных лет / [Предисл. Н. Тихонова]. — М.-Л.: Гослитиздат, 1962. — 339 с.
- Стихи о Ленинграде. — Л.: Лениздат, 1963. — 175 с.
  - Город на Неве: Стихи о Ленинграде. 2-е изд., доп. / [Худож. А. И. Векслер]. — Л.: Лениздат, 1978. — 206 с.
- Лирика: (1965—1969) / [Илл.: А. А. Ушин]. — Л.: Лениздат, 1970. — 151 с.
- Алёнушка: Стихи / [Ил.: О. А. Коняшин]. — [М.: Сов. Россия, 1971]. — 126 с.
- Добрый день: Лирика / [Ил.: А. И. Векслер]. — [Л.: Сов. писатель, 1973]. — 175 с.
- Степная весна: Стихи, переводы. — Алма-Ата: Жазушы, 1975. — 91 с.
- Лицом к заре: Книга стихов. — Л.: Сов. писатель, 1976. — 126 с.
- Психея: Кн. лирики. — Л.: Сов. писатель. 1980. — 239 с.

#### Стихотворения для детей
- Федя-поводырь: [Стихи для детей]. — Л.-М.: Радуга, [1926]. — [16] с.
- В лесах Робин Гуда: [Стихи для детей] / Рис. В. Тронова. — М.-Л.: Радуга, [1926]. — [12] с.
- Весенний базар: [Стихи для детей] / Рис. В. Твардовского. — [М.]: Радуга, 1929. — [11] с.
- Поющая земля: География в стихах / Обложка и рис. в тексте Г. Фитингофа. — Л.: Красная газета, 1929. — 43 с.
- В дружбе с мечтой: Лирика. — Л.: Детгиз, 1959. — 87 с.
- Страна молодости: Лирика / [Сост. Н. Банк; Предисл. М. Дудина; Рис. С. Рудакова]. — Л.: Дет. лит., 1976. — 192 с.

### Переводы
- Готье Т. Избранные стихи / Пер. Вс. Рождественского, со статьёй Н. Гумилёва «Теофиль Готье». — Петроград: Мысль, 1923. — 62, [2] с.
- Кунанбаев И. Избранные стихи / Пер. с казах. Вс. Рождественского. — Алма-Ата-М.: Казах. краев. изд., 1936. — 69, [2] с.
- Джансугуров И. Кюйши: Поэма / Авториз. пер. с казах. Вс. Рождественского. — М.: Гослитиздат, 1936. — 77 с.
- Айбек. Гули и Навои: Из нар. легенд / Пер. с узб; [Ил.: Л. Даватц]. — [Ташкент: Изд-во лит-ры и иск-ва, 1971]. — 46 с.
- Средоточие времён: Стихи зарубежных поэтов в пер. Всеволода Рождественского / [Предисл. М. Дудина]. — М.: Прогресс, 1979. — 142 с. — (Мастера поэт. пер.; Вып. 28).

### Проза
- Страницы жизни: Из лит. воспоминаний. — М.-Л.: Сов. писатель, 1962. — 382 с.
  - Изд. 2-е, доп. — [М.: Современник, 1974.] — 464 с.
- Читая Пушкина. — [Л.: Детгиз, 1962]. — 190 с.
  - 2-е изд. — Л.: [Дет. лит.], 1966. — 190 с.
- В созвездии Пушкина: Книга о рус. поэтах. — М.: Современник, 1972. — 222 с.
- Шкатулка памяти: Новеллы / Ил.: [Т. Кофьян]. — Л.: Лениздат, 1972. — 190 с.
- Жизнь слова: Беседы о поэтич. мастерстве. — М.: Сов. Россия, 1977. — 143 с.